# La Terreur (album d'ADX)
Albums de ADX
Exécution
(1985) Enregistrement promotionnel 1
(1987)
La Terreur est le deuxième album studio du groupe de speed metal français ADX sorti en 1986,.

## Liste des titres
| No | Titre                  | Durée |
| -- | ---------------------- | ----- |
| 1. | Les Enfants de l'ombre | 5:09  |
| 2. | Marquis du mal         | 4:48  |
| 3. | Alésia (Instrumental)' | 5:56  |
| 4. | La Terreur             | 4:19  |
| 5. | Mémoire de l'éternel   | 3:53  |
| 6. | Le Blason de la honte  | 4:22  |
| 7. | Tourmentes et Passion  | 6:25  |

Paroles et musique : ADX.

## Composition du groupe
- Philippe "Phil" Grelaud - Chant.
- Hervé "Marquis" Tasson - Guitare.
- Pascal "Betov" Collobert - Guitare
- Frédéric "Deuch" Deuchilly - Basse.
- Didier "Dog" Bouchard - Batterie.

## Sources
1. ↑  france.metal.museum
2. ↑  www.spirit-of-metal.com